# Elecciones al Parlamento Europeo de 1994 (Irlanda)
En las elecciones al Parlamento Europeo de 1994 en Irlanda, celebradas el jueves 9 de junio de 1994, se escogió a los 15 representantes de dicho país para la cuarta legislatura del Parlamento Europeo. La elección se realizó con el complejo sistema de voto único transferible, por el cual los electores marcan en orden de preferencia el nombre de diversos candidatos. Ese mismo día también se celebraron elecciones locales para los concejos municipales, los consejos de distrito urbano y los comisarios municipales.

## Resultados
| Datos de participación | Datos de participación | Datos de participación |
| ---------------------- | ---------------------- | ---------------------- |
| Censo electoral        | 2.631.575              | 100%                   |
| Votantes               | 1.157.296              | 44,0                   |
| Abstención             | 1.474.279              | 56,0                   |
| A candidatura          | 1.137.490              |                        |

| ← Elecciones al Parlamento Europeo de 1994 → |         |       |         |
| Partido                                      | Votos   | %     | Escaños |
| Fianna Fáil (FF)                             | 398.066 | 35,00 | 7       |
| Fine Gael (FG)                               | 276.095 | 24,27 | 4       |
| Partido Laborista Irlandés (ILP)             | 124.972 | 10,99 | 1       |
| Partido Verde (GP)                           | 90.046  | 7,92  | 2       |
| Independientes (IND)                         | 74.868  | 6,58  | 1       |
| Demócratas Progresistas (PD)                 | 73.696  | 6,48  | 0       |
| Izquierda Democrática (DL)                   | 39.706  | 3,49  | 0       |
| Sinn Féin (SF)                               | 33.823  | 2,97  | 0       |
| Partido de los Trabajadores (WP)             | 22.100  | 1,94  | 0       |
| Partido de la Ley Natural (NLP)              | 4.118   | 0,36  | 0       |